# Madureira
Madureira és un barri popular de Rio de Janeiro al Brasil, situat a la zona nord, a prop de Taquará, al districte de Jacarepaguá.

## Barri
És un barri pobre, animat, dens i festiu. És també molt comercial, trufat d'una sèrie de comerços establerts al voltant dels punts de transports i de comunicació. Madureira, malgrat la seva mida, alberga un important servei i xarxa de kombe (transport paral·lel a Rio de Janeiro) així com l'estació de tren de Madureira i la terminal d'autobús de Madureira.
S'hi troba també el Mercadão, un important centre comercial i popular a la zona oest. S'hi ofereix aliment, condiments, animals, obres artesanals, així com articles i confeccions religioses pertanyents al culte de la macumba.
Durant el Carnaval de Rio, el centre de Madureira es converteix en escenari de la festivitat. La multitud s'uneix per celebrar, beure i ballar als carrers, vestits amb diversos disfresses i espectacles relacionats amb el Carnaval. Fora de temporada, el barri té una vida nocturna molt activa.

## Cultura popular
- Dario Moreno, (1921-1968), va conèixer l'èxit gràcies a l'homenatge retut en aquest barri pels autors - Carvalinho i Julio Monteiro - d'aquesta cançó gravada l'any 1958:

Si vas a Rio
No us oblideu de pujar-hi
En un petit poble
Amagat sota les flors silvestres
Al costat d'un turó
És Madureira
Veureu els Carioques
Sortir de les cases
Per anar a la festa
A la festa de les sambes.
- Tia Surica, (1940), cantant de samba i música popular.
- Nino Ferrer (1969) canta Rua Madureira amb una tonada de bossa nova.